# Индия на зимних Олимпийских играх 2006
Индия принимала участие в Зимних Олимпийских играх 2006 года в Турине (Италия) в седьмой раз за свою историю, но не завоевала ни одной медали.

## Состав сборной

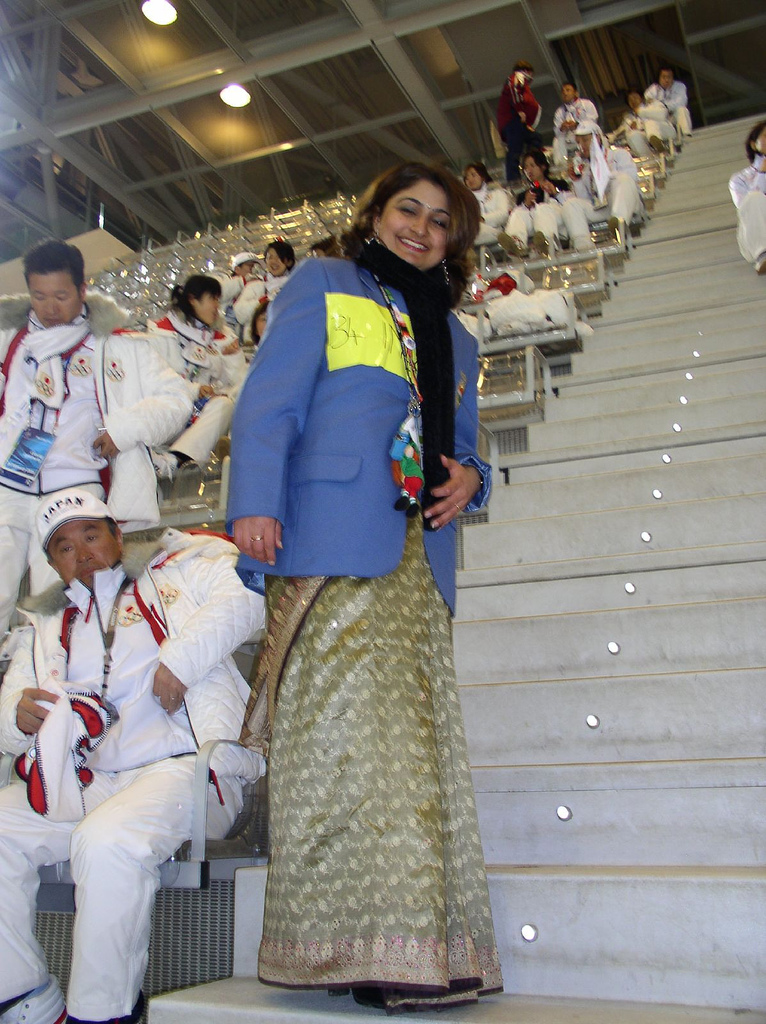
Неха Ахуджа перед церемонией открытия Игр

Сборную страны представляли 4 участника, из которых 1 женщина. Самой молодой участницей сборной была Неха Ахуджа (24 года), самым старшим — Бахадур Гурунг Гупта (29 лет)(

## Результаты

### Горнолыжный спорт
Соревнования проводились в Сестриере и Чезана Сан Сикарио с 12 до 25 февраля 2006.
| Спортсмен   | Соревнование                | Результат      | Результат      | Результат      | Результат      | Результат |
| Спортсмен   | Соревнование                | 1 спуск        | 2 спуск        | Итог           | Место          |           |
| ----------- | --------------------------- | -------------- | -------------- | -------------- | -------------- | --------- |
| Неха Ахуджа | Женщины — гигантский слалом | 1:15.59        | 1:25.72        | 2:41.31        | 42             |           |
| Неха Ахуджа | Женщины — слалом            | 55.45          | 1:00.71        | 1:56.16        | 51             |           |
| Хира Лал    | Мужчины — гигантский слалом | не финишировал | не финишировал | не финишировал | не финишировал |           |

### Лыжные гонки
Соревнования проходили 22 февраля на лыжном стадионе «Праджелато План» на высоте 1530 м.
Мужчины — Спринт (свободный стиль)
| Спортсмен            | Квалификация | Квалификация | Четвертьфинал | Четвертьфинал | Полуфинал | Полуфинал | Финал | Финал |
| Спортсмен            | Время        | Место        | Время         | Место         | Время     | Место     | Время | Место |
| -------------------- | ------------ | ------------ | ------------- | ------------- | --------- | --------- | ----- | ----- |
| Бахадур Гурунг Гупта | 2:43.30      | 78           | —             | —             | —         | —         | —     | 78    |

### Санный спорт
Индийский саночник Шива Кешаван третий раз принимал участие в Зимних олимпийских играх; на этот раз он занял 25 место, улучшив результат по сравнению с предыдущими Играми в Солт-Лейк-Сити.
Мужчины (одиночки)
| Спортсмен    | Итог    | Итог    | Итог    | Итог    | Итог     | Итог  |
| Спортсмен    | 1 заезд | 2 заезд | 3 заезд | 4 заезд | Итог     | Место |
| ------------ | ------- | ------- | ------- | ------- | -------- | ----- |
| Шива Кешаван | 53.729  | 52.972  | 52.696  | 52.540  | 3:31.937 | 25    |